# Perigonia manni
Perigonia manni är en fjärilsart som beskrevs av Clark 1935. Perigonia manni ingår i släktet Perigonia och familjen svärmare. Inga underarter finns listade i Catalogue of Life.